# 奥卡拉县

所在位置

奥卡拉县(乌尔都语: ضلع اوکاڑہ)，巴基斯坦旁遮普省的一个县，位于该省东部。总人口3,515,490(2023)，其中12.84%的人居住于市区。县治位于奧卡拉。

## 行政区划
奥卡拉县辖有3个乡。